# 本间三和子
本间三和子（1960年12月21日—），原姓元好，是一名日本女子花样游泳运动员。她曾参加了1984年洛杉矶奥林匹克运动会，并在比赛中获得女子花样游泳比赛双人铜牌和团体铜牌。